# انجمن مری (ماریست)
انجمن مری (لاتین: Societas Mariae) عموماً به عنوان پدران ماریست شناخته می‌شود، یک جماعت مذهبی روحانی کلیسای کاتولیک مردانه است که در لیون، فرانسه، در سال ۱۸۱۶ بنیانگذاری شده‌است.